# اس‌ام یوسی-۹۳
اس‌ام یوسی-۹۳ (به انگلیسی: SM UC-93) یک زیردریایی است که طول آن ۱۸۵ فوت ۵ اینچ (۵۶٫۵۲ متر) می‌باشد. این زیردریایی در سال ۱۹۱۸ ساخته شد.